# Дарен Шан
Дарен О'Шонеси (енг. Darren O'Shaughnessy, Лондон, 2. јул 1972) је ирски књижевник за децу и младе најпознатији по својим хорор романима за тинејџере, пре свега серијалима Сага о Дарену Шану, Демоната и Зом-Б. Пише под псеудонимом Дарен Шан за децу, док за одрасле објављује књиге под именом Дарен Даш. Првих неколико романа Саге о Дарену Шану екранизовано је као филм Вампиров шегрт. Живи у селу Паласкерни у Ирској са својом женом Хелен и њиховом децом.

## Дела
Део његове вампирске саге је преведен на српски језик. Протагониста серијала је дванаестогодишњи дечак Дарен Шан који са другом Стивом одлази да види представу чудноватог Циркуса наказа, за коју не знају да је предводи прави вампир по имену Лартен Креспи. Дарен краде вампировог паука Мадам Окту и бежи из циркуса шокиран чињеницом да његов друг жели да постане вампир, али на крају та судбина чека њега самог. Серијал прати гомилу чудноватих и језивих ликова и Дарена, као јединог дечака у вампирском свету, након што је лажирао своју смрт и отишао са Циркусом наказа. Његов друг Стив за то време одраста и постаје ловац на вампире.

### Сага о Дарену Шану
- Циркус наказа (српско издање 2002, Народна књига Алфа)[3]
- Вампиров шегрт (српско издање 2002)[4]
- Тунели крви (српско издање 2002)
- Планина вампира (српско издање 2005)
- Ловци сумрака - вампири у рату (српско издање 2006), преведено и најављено, али није издато

Остале књиге из серијала нису преведене на српски језик
- Суђења смрти
- Вампирски принц
- Савезници ноћи
- Убице зоре
- Језеро душа
- Господар сенки
- Синови судбине

Сага је била толико популарна да је поред филма имала и манга струп адаптацију.
Серијал је имао спиноф посвећен вампиру Лартену Креспију
- Рађање убице
- Океани крви
- Палата проклетих
- Браћа смрти

Остала његова дела за децу и младе су сага Зом-Б, апокалиптични серијал од 12 романа, Арчибалд Локс такође серијал од 12 књига и Демоната тинејџерски серијал од 10 књига. Такође је написао неколико књига за одрасле.